# Depressive Mode
Depressive Mode ist eine 2007 gegründete Funeral-Doom-Band.

## Geschichte
Depressive Mode wurde 2007 von Engin Pomakoğlu und Serkan Kekeç gegründet. Das Duo beschreibt die Intention zu Depressive Mode als einen musikalischen Ausdruck des eigenen Nihilismus und der persönlichen Emotionen. Noch im Jahr der Gründung erschien die EP Despair is Darkness im Selbstverlag. Mit dem Album Tales from Lonely Lands aus dem Jahr 2013 begann die Gruppe eine Kooperation mit GS Productions. Das Album ist mit der Katalognummer GS01 die erste von GS Productions veröffentlichte Musikproduktion. Band und Label setzten die Kooperation 2015 mit A Path to Nowhere und 2020 mit Equilibrium fort.

## Stil
Die von Depressive Mode gespielte Musik wird von GS Productions sowie dem Duo selbst dem Funeral Doom zugerechnet. In Rezensionen wird hinzukommend auf Gothic Metal verwiesen. Die Musik weise einen künstlerischen Charakter aus und erwecke den Eindruck klassischer Arrangements. Die Tasteninstrumente seien hierbei äußerst präsent und werden als Leadinstrument und zur Untermalung genutzt. Der Gesang erklingt zweistimmig, mit einem leisen und in den Hintergrund gestellten Klargesang, der einem tiefen gutturalem Growling gegenübersteht.

## Diskografie
- 2007: Despair is Darkness (EP, Selbstverlag)
- 2013: Tales from Lonely Lands (Album, GS Productions)
- 2015: A Path to Nowhere (Album, GS Productions)
- 2020: Equilibrium (Album, GS Productions)